# Erinacea erinacea
Erinacea erinacea là một loài thực vật có hoa trong họ Đậu. Loài này được (L.) Ascher. & Graebner miêu tả khoa học đầu tiên năm 1907.